# Estratègia de Lisboa
L'Estratègia de Lisboa, també coneguda com a Agenda de Lisboa o Procés de Lisboa és un pla de desenvolupament de la Unió Europea. Va ser aprovat pel Consell Europeu a Lisboa el 23 i 24 de març de 2000.
Entre abril i novembre de 2003, Wim Kok va encapçalar una revisió del programa i va presentar un informe sobre l'estratègia de Lisboa establint com s'havia de donar més ímpetu al procés.

## Objectius
El Consell Europeu de Lisboa es va marcar l'objectiu estratègic de convertir l'economia de la Unió a «l'economia del coneixement més competitiva i dinàmica del món, abans del 2010, capaç d'un creixement econòmic durador acompanyat per una millora quantitativa i qualitativa de la feina i una major cohesió social».
Segons les conclusions de la presidència del Consell Europeu de Lisboa, la realització d'aquest objectiu requereix una estratègia global:
- Preparar la transició cap a una societat i una economia fundades sobre el coneixement mitjançant polítiques que cobreixin millor les necessitats de la societat de la informació i de la recerca i desenvolupament, així com accelerar les reformes estructurals per reforçar la competitivitat i la innovació i per la conclusió del mercat interior;
- Modernitzar el model social europeu invertint en recursos humans i lluitant contra l'exclusió social;
- Mantenir sana l'evolució de l'economia i les perspectives favorables de creixement progressiu de les polítiques macroeconòmiques.

## Dimensió ecològica

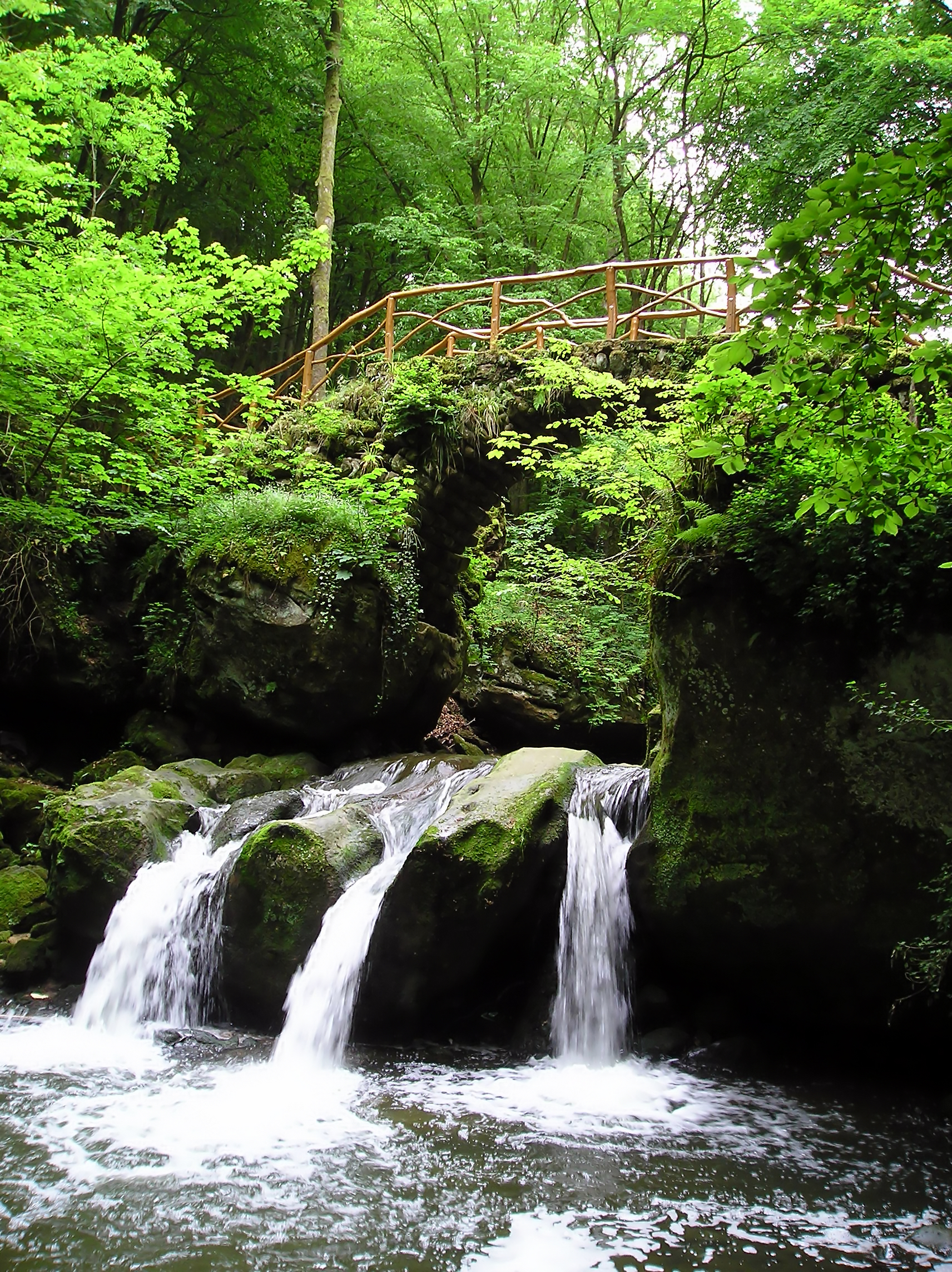
Cascades a Mullerthal, Luxemburg.

El Consell Europeu de Göteborg del 15 i 16 de juny de 2001 va afegir una dimensió ecològica a aquests objectius, particularment va subratllar el canvi d'enfocament en matèria d'elaboració de les polítiques. Es tracta d'«examinar d'una manera coordinada les conseqüències econòmiques, socials i ecològiques de totes les polítiques i de tenir-ho en compte als processos de decisió».
Aquestes tres dimensions constitueixen el que es diu el desenvolupament sostenible.
Segons els industrials, les dimensions ambiental, social i econòmica introduïdes a Göteborg presenten una complexitat certa en les regles de govern, tant públiques com particulars.

## Posada en marxa
A mig trajecte del programa, a la Comissió Europea es percep les tímides reformes dels Estats membres. El 21 de gener de 2004, s'hi fixen prioritats per reforçar en l'agenda de Lisboa recolzades per la comissió, presidida per José Manuel Barroso: 
- Millorar la inversió en xarxes i en coneixement,
- Reforçar la competitivitat de la indústria i dels serveis,
- Promoure el perllongament de la vida activa.

Tanmateix els estudis sobre innovació en la Unió mostren un retard de la Unió Europea respecte dels Estats Units i Japó.
Un estudi de Teradata el 2006 sobre la informàtica decisòria mostra també que Europa està endarrerida en aquest tema comparat amb els Estats Units i l'Àsia, particularment sobre la importància que cal concedir als documents no estructurats.
L'organisme europeu encarregat de seguir el progrés de la innovació a les tecnologies de la informació i de la comunicació és el consorci ERCIM. ERCIM és hoste europeu del W3C. INRIA també és membre d'aquest consorci.